# Ferenc Szárnovszky
Ferenc Szárnovszky (* 23. Dezember 1863 in Pest, Ungarn; † 29. April 1903 in Budapest) war ein ungarischer Bildhauer und Medailleur.

## Leben und Wirken
Ferenc Szárnovszky war der Sohn eines Schneiders. Er studierte ab 1885 zunächst als Gast an der Akademie der bildenden Künste Wien und ab 1886 mit einem Stipendium an der Allgemeinen Bildhauerschule bei Edmund von Hellmer. 1887 ging er nach Paris, wurde an der Académie Julian unter anderem von Henri Chapu ausgebildet, besuchte die École des Beaux-Arts und arbeitete in den Ateliers von Alexandre Falguière, Louis-Ernest Barrias und Denys Puech. 1890 arbeitete er in London bei Joseph Boehm.

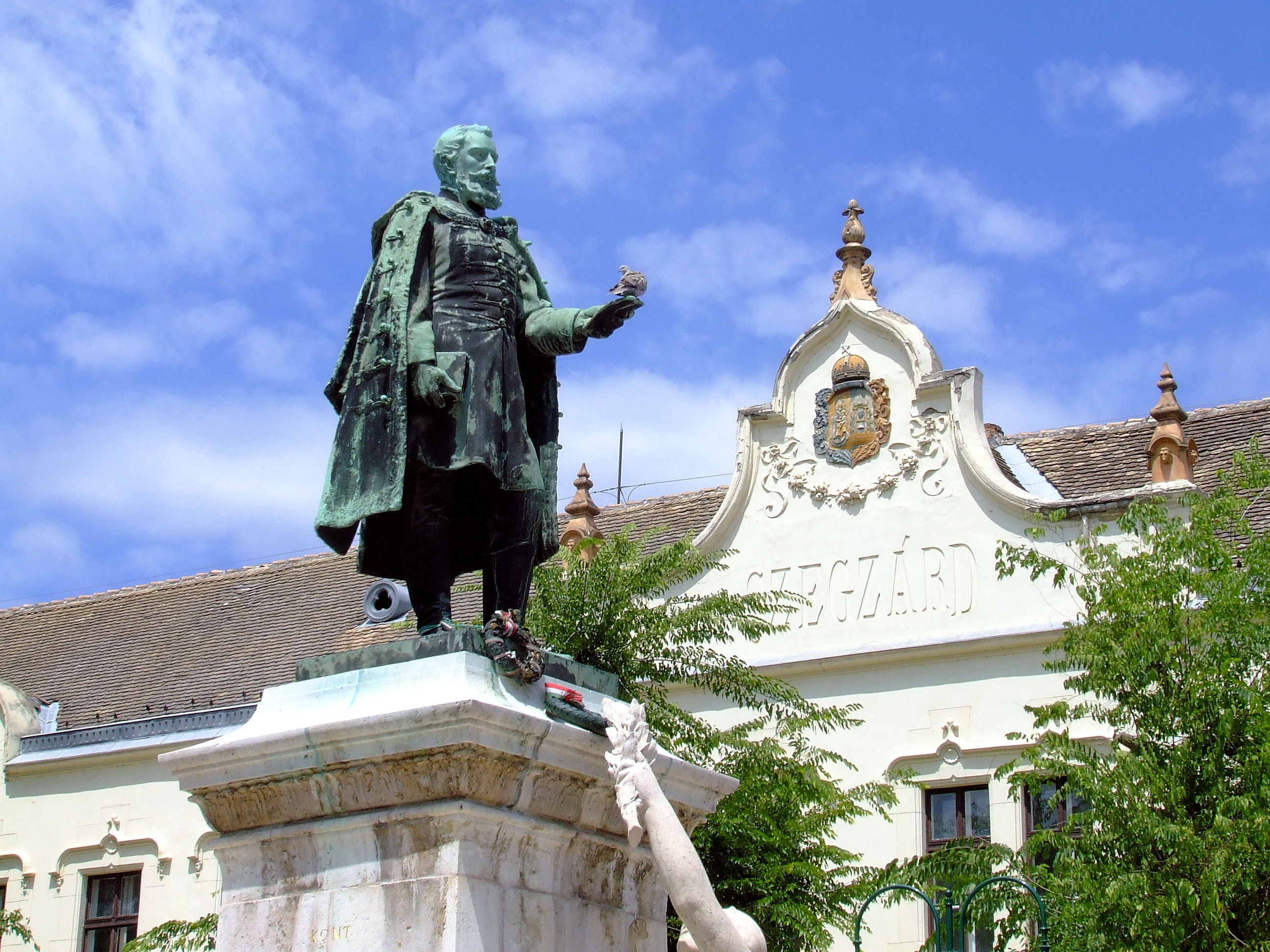
Statue von János Garay in Szekszárd (1898)

Szárnovszky war zunächst vor allem als Medailleur tätig und gehörte mit Ede Telcs und Fülöp Ö. Beck zu den Wegbereitern der ungarischen Medailleurskunst. Eine seiner ersten Arbeiten war eine Gedenkmedaille für den Dichter und Revolutionär Sándor Petőfi, die Ende der 1880er Jahre entstand. 1892 gewann er mit einer Porträtmedaille von Szent László einen Preis des Budapester Kunstgewerbevereins. Im selben Jahr gestaltete er die Medaille Koronázási jubileumi érem anlässlich des 25. Jubiläums der Krönung von Franz Joseph I. zum ungarischen Kaiser. 1896 entwarf er die Goldmedaille Iparművészeti Múzeum nagy állami aranyérmét für das Ungarische Museum für Kunstgewerbe. Weitere Porträtmedaillen gestaltete er unter anderem von Gyula Benczúr (1895), Mihály von Munkácsy (Bronzeplakette, 1897), Jenő Hubay (1898), Miklós Ybl (1899) und József Katona (um 1900).
Ab Mitte der 1890er Jahre wandte er sich verstärkt der Bildhauerkunst zu. Um 1894 gestaltete er für das Parlamentsgebäude in Budapest Entwürfe für Skulpturen der ungarischen Könige Stephan IV., Béla III und Ladislaus III., die bis 1905 von István Tóth und József Haraszti ausgeführt wurden. Er begann mit den Arbeiten für die Statue des Dichters János Garay, die 1898 in Szekszárd enthüllt wurde und als sein Hauptwerk angesehen wird. Danach wurde er mit dem Entwurf für eine Statue von Johann Pálffy beauftragt, seine ersten Entwürfe wurden jedoch abgelehnt. Später konnte er seine Arbeiten wegen eines Nervenleidens nicht vollenden. Die Arbeit wurde von Károly Senyei übernommen und die Statue 1905 in Budapest aufgestellt.
Ferenc Szárnovszky beging wegen seines sich verstärkenden Nervenleidens 1903 Suizid. Teile seines Werkes befinden sich in der Ungarischen Nationalgalerie.